# СберМобайл
СберМобайл — российская телекоммуникационная компания, виртуальный оператор беспроводной связи (MVNO) с покрытием 2G, 3G, 4G (работает на сети t2, МегаФон и Миранда). Основное направление деятельности компании — предоставление услуг мобильной связи и интернета. Компания входит в экосистему «Сбер» и является дочерней компанией «Сбербанк России». «СберМобайл» — название бренда юридического лица ООО «Сбербанк-Телеком».
По состоянию на декабрь 2024 года покрытие оператора распространяется на 89 субъектов России.

## История
Организация ООО «Сбербанк-Телеком» была учреждена 28 марта 2016 года. Вплоть до сентября 2018 года услуги оператора мобильной связи находились на стадии закрытого тестирования.
4 августа 2017 года было запущено открытое тестирование услуг мобильного оператора в Санкт-Петербурге под брендом «Поговорим».
26 сентября 2018 года произошёл окончательный и полноценный выход оператора под новым брендом «СберМобайл» на рынок (в открытый доступ). Первый зампред Сбербанка презентовал открытие «СберМобайл» на пресс-конференции. Он также заявил, что к концу 2018 года оператор заработает в 13 регионах России.
27 июня 2019 года оператор «СберМобайл» заявил о расширении присутствия: услуги СберМобайл стали доступны в 44 субъектах Российской Федерации. Дальнейшие расширения на территории РФ практически не освещались в СМИ.
27 ноября 2020 года была введена возможность оформления ESIM в «СберМобайл». Об этом сообщило руководство компании в официальной группе VK.
27 июля 2022 года оператор «СберМобайл» начал свою работу на территории республики Алтай.
В октябре 2024 года стало известно, что до конца года «СберМобайл» начнёт работу на территории Крымского полуострова (в Донбассе и Новороссии). В том числе для этого 17 октября 2024 года компания подписала соглашение об использовании инфраструктуры местного оператора «Миранда».
В ноябре 2024 года оператор начал предоставлять услуги в Калмыкии, Республике Саха (Якутия), Астраханской и Амурской областях, Забайкальском крае и Чукотском автономном округе.

## Награды и премии
17 сентября 2020 года «СберМобайл» завоевал международную премию MVNO Awards.
12 декабря 2022 года «СберМобайл» получил премию Tagline Awards в номинации «Лучшее приложение для телеком/IT/интернет-компании» за редизайн и развитие мобильного приложения «СберМобайл».